# 14574 Пайєтт
14574 Пайєтт (14574 Payette) — астероїд головного поясу, відкритий 30 серпня 1998 року.
Тіссеранів параметр щодо Юпітера — 3,558.
Названо на честь Жулі Пайєтт (фр. Julie Payette нар. 1963) канадської жінки-астронавта.